# متروسکشوال

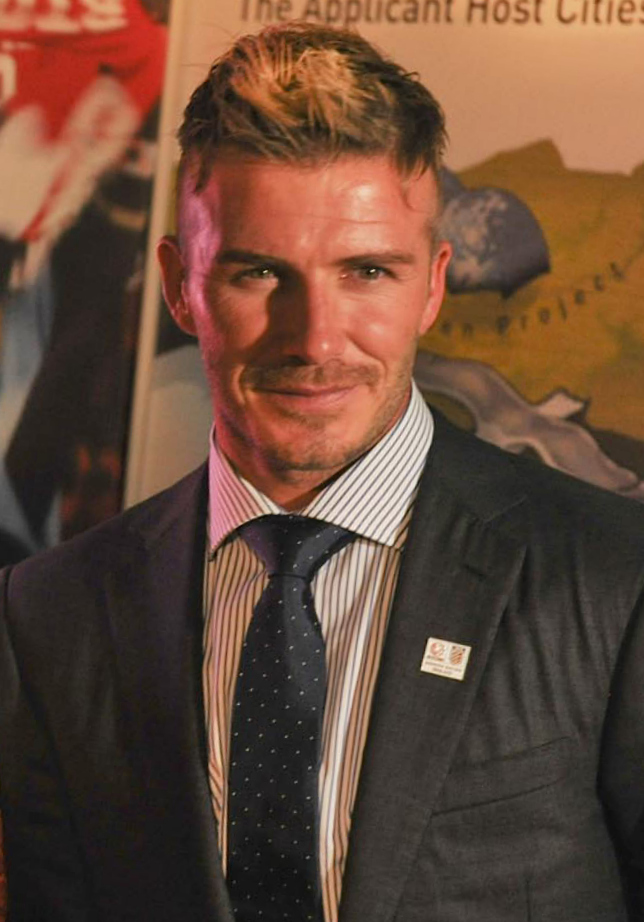
تصویری از دیوید بکهام، معمولا افرادی به مانند او ناخودآگاه دچار مترو سکشوال خواهند شد زیرا مرکز توجه قرار دارند.

متروسکشوال (به انگلیسی: metrosexual) واژه‌است که از ترکیب واژهٔ متروپل به معنای کلان شهر و واژهٔ تمایل به جنس مخالف در زبان انگلیسی ایجاد شده‌است و معمولاً مردی را توصیف می‌کند که زمان و پول زیادی را صرف زیبایی ظاهر خود می‌کند. این واژه توسط مارک سیمپسون اولین بار در ۱۵ نوامبر ۱۹۹۴ در مجلهٔ ایندیپندنت به کار رفت.

## خودشیفتگی
به باور سیمپسون، خودشیفتگی نقشی محوری در بحث متروسکشوالیته دارد.